# فلگرلس
فلگرلس (به اسپانیایی: Folgueroles) یک شهرستان در اسپانیا است  که در استان بارسلون در کومارکای اوسونا در کاتالونیا واقع شده‌است. 